# Вайра
Вайра (нем. Weira) — община в Германии, в земле Тюрингия.
Входит в состав района Заале-Орла. Подчиняется управлению Оппург. Население составляет 405 человек (на 31 декабря 2010 года). Занимает площадь 14,83 км².